# Tabarja - Kfaryassine
Tabarja – Kfaryassine è un  comune (municipalité) del Libano situato nel distretto di Kisrawan, governatorato del Monte Libano.